# Хаібан (Совмее-Сара)
Хаібан (перс. خطيبان) — село в Ірані, у дегестані Касма, в Центральному бахші, шагрестані Совмее-Сара остану Ґілян. За даними перепису 2006 року, його населення становило 316 осіб, що проживали у складі 86 сімей.

## Клімат
Середня річна температура становить 14,14°C, середня максимальна – 27,44°C, а середня мінімальна – -1,59°C. Середня річна кількість опадів – 882 мм.
| Клімат поселення                              | Клімат поселення | Клімат поселення | Клімат поселення | Клімат поселення | Клімат поселення | Клімат поселення | Клімат поселення | Клімат поселення | Клімат поселення | Клімат поселення | Клімат поселення | Клімат поселення | Клімат поселення |
| Показник                                      | Січ.             | Лют.             | Бер.             | Квіт.            | Трав.            | Черв.            | Лип.             | Серп.            | Вер.             | Жовт.            | Лист.            | Груд.            |                  |
| Середній максимум, °C                         | 7,67             | 9,34             | 12,58            | 18,24            | 22,32            | 25,74            | 27,32            | 27,44            | 24,92            | 20,77            | 15,74            | 11,50            |                  |
| Середня температура, °C                       | 3,04             | 4,70             | 7,94             | 13,60            | 17,67            | 21,09            | 22,96            | 23,08            | 20,56            | 16,42            | 11,38            | 7,16             |                  |
| Середній мінімум, °C                          | −1,59            | 0,07             | 3,32             | 8,98             | 13,05            | 16,46            | 18,62            | 18,74            | 16,21            | 12,05            | 7,03             | 2,80             |                  |
| Норма опадів, мм                              | 92               | 73               | 73               | 53               | 40               | 25               | 16               | 41               | 88               | 135              | 116              | 130              |                  |
| Середньомісячна швидкість вітру, м/с          | 2.20             | 2.35             | 2.40             | 2.30             | 2.30             | 2.56             | 2.55             | 2.34             | 2.18             | 2.10             | 2.02             | 1.95             |                  |
| Середньомісячна сонячна радіація, кДж/м²·день | 6801             | 9036             | 11118            | 15824            | 20033            | 22622            | 23378            | 19749            | 16310            | 11044            | 8527             | 6600             |                  |
| --------------------------------------------- | ---------------- | ---------------- | ---------------- | ---------------- | ---------------- | ---------------- | ---------------- | ---------------- | ---------------- | ---------------- | ---------------- | ---------------- | ---------------- |
| Джерело:                                      |                  |                  |                  |                  |                  |                  |                  |                  |                  |                  |                  |                  |                  |